# Kurt Eckel
Kurt Eckel (16 de Maio de 1921 - ) foi um comandante de U-Boot que serviu na Kriegsmarine durante a Segunda Guerra Mundial.

## Carreira militar
Kurt Eckel iniciou a sua carreira militar no ano de 1939, assumindo o comando do U-2325 no dia 21 de abril de 1945, permanecendo no comando deste até o dia 9 de maio de 1945. Não realizou nenhuma patrulha de guerra.

### Patentes
| Offiziersanwärter    | 1 de dezembro de 1939 |
| Fähnrich zur See     | 1 de novembro de 1940 |
| Oberfähnrich zur See | 1 de novembro de 1941 |
| Leutnant zur See     | 1 de maio de 1942     |
| Oberleutnant zur See | 1 de dezembro de 1943 |

### Condecorações
| Cruz de Ferro 2ª Classe | 1943 |